# تیم ملی والیبال مردان اسلواکی
تیم ملی والیبال مردان اسلواکی یک تیم والیبال متشکل از مردان والیبالیست کشور اسلواکی است که به نمایندگی از این کشور در میدانهای بین‌المللی حاضر می‌شود. رده‌بندی جهانی اف‌آی‌وی‌بی این تیم در ۲۲ ژوئیه سال ۲۰۱۳، ۲۶ بوده‌است.